# Сезонна (зупинний пункт)
Сезонна — пасажирський залізничний зупинний пункт Харківської дирекції Південної залізниці між зупинними пунктами Покровське (3,7 км) та Янківський (2,3 км). Розташований поблизу села Пришиб Ізюмського району Харківської області.

## Пасажирське сполучення
На платформі Сезонна зупиняються приміські поїзди Ізюмського напрямку.